# 河邊九龍山崖墓群
河邊九龍山崖墓群位於四川省綿陽市涪城區，文物年代為漢。2013年3月5日列為第七批全國重點文物保護單位。